# Piptochaetium uruguense
Piptochaetium uruguense är en gräsart som beskrevs av August Heinrich Rudolf Grisebach. Piptochaetium uruguense ingår i släktet Piptochaetium och familjen gräs. Inga underarter finns listade i Catalogue of Life.